# کتل ریور (مینه‌سوتا)
کتل ریور، مینه‌سوتا (به انگلیسی: Kettle River, Minnesota) یک شهر در ایالات متحده آمریکا است که در شهرستان کارلتون، مینه‌سوتا واقع شده‌است.

## خصوصیات
کتل ریور ۰٫۹۸ کیلومترمربع مساحت و ۱۸۰ نفر جمعیت دارد و ۳۶۰ متر بالاتر از سطح دریا واقع شده‌است.